# Ludwisarnia Hilzer
Ludwisarnia Hilzer – odlewnia dzwonów  w Wiener Neustadt  na terenie Austro-Węgier istniejąca w latach 1838-1907. 

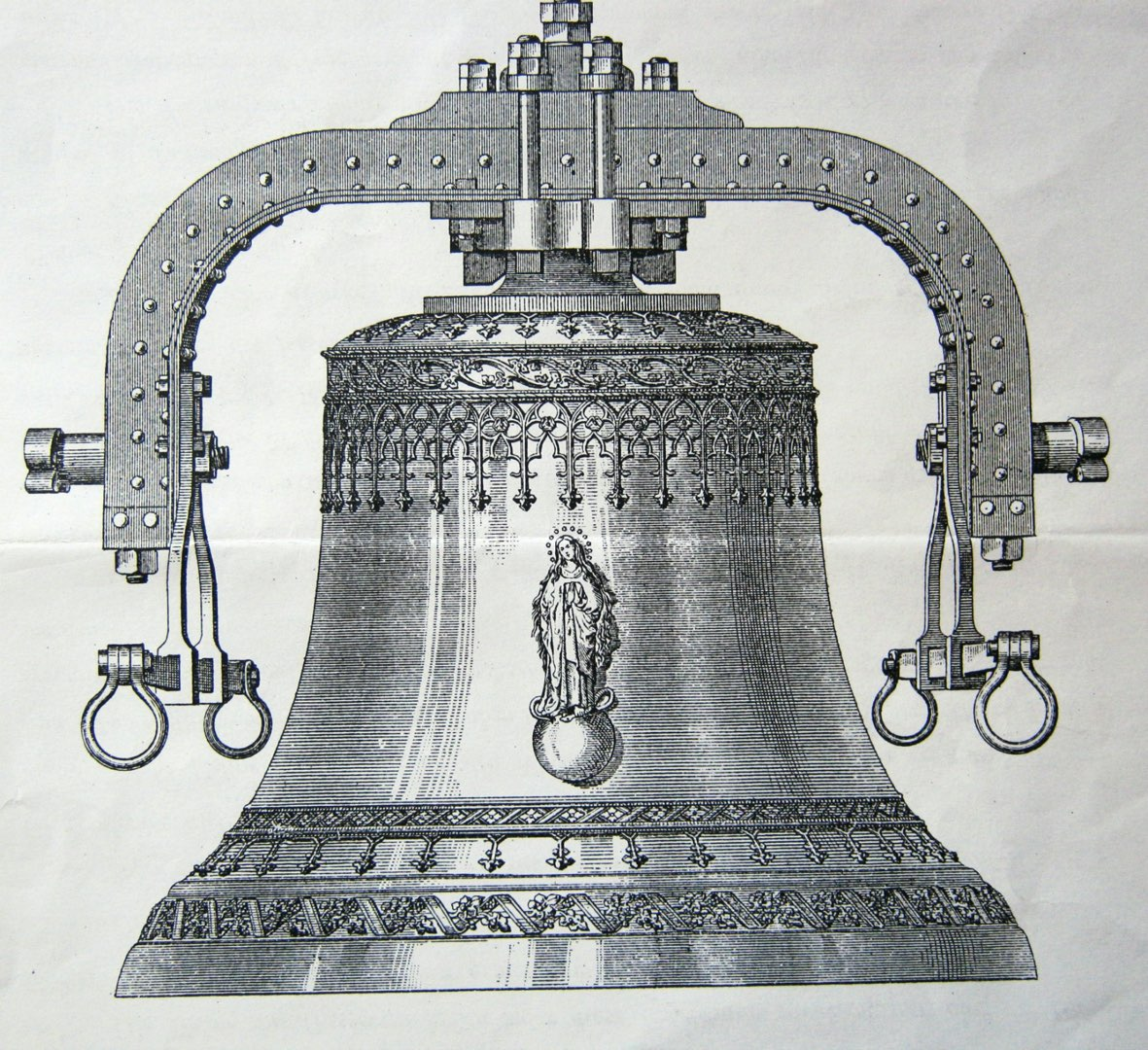
Dzwon „Maria” o wadze 7020kg odlany w 1888 roku dla kościoła w Ołomuńcu

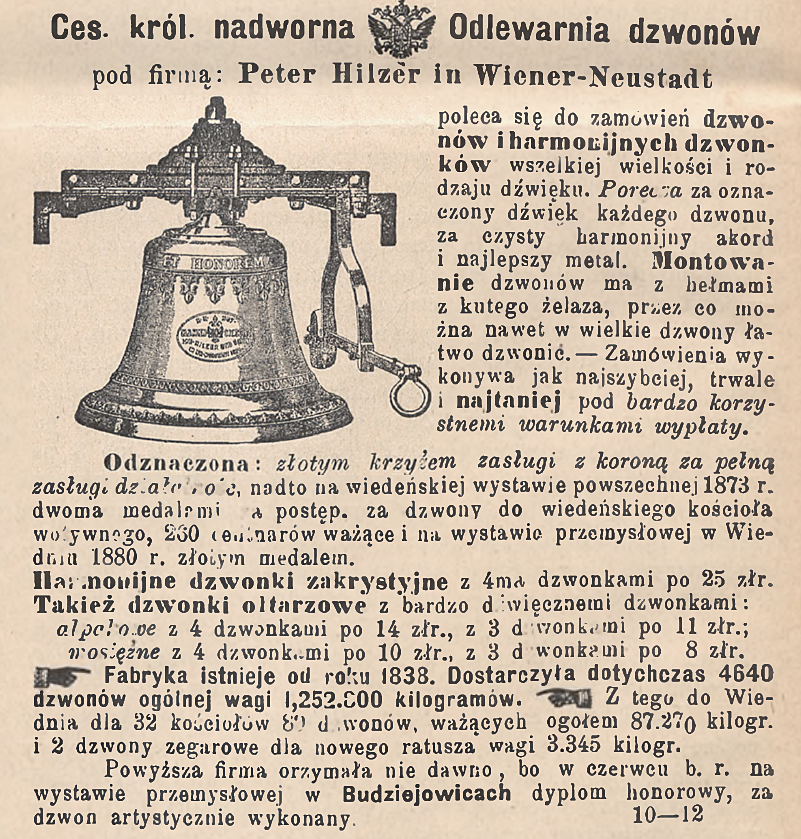
Reklama w czasopiśmie „Pastor Bonus” z 1889 roku

## Historia
W 1838 roku przemysłowiec Ignaz Hilzer (ur. 24 lipca 1810, zm. 25 marca 1880 w Wiener Neustadt) przejął ludwisarnię, mały zakład produkcji dzwonów w Wiener Neustadt, którym zarządzała wdowa po śmierci swojego męża Josefa Schweigera. Po kilku latach, mały zakład Ignaza Hilzera rozwinął się, stał się jedną z największych odlewni dzwonów na terenie Austro-Węgier. W 1868 roku na Barbakanie w Wiener Neustadt zbudowano, według projektu Ignaza Hilzera nową odlewnię dzwonów, która działała do 1937 roku. Odlewnia ta posiadała dwa piece do wytapiania metali oraz budynek firmy.
W 1871) Ignaz Hilzer przekazał  swojemu synowi Peterowi udział w firmie, uczynił go współwłaścicielem firmy. Po śmierci ojca w 1880 Peter Ignaz Hilzer (ur. 19 czerwca 1846 w Wiener Neustadt, zm. 29 listopada 1907 tam)  stał się jedynym spadkobiercą firmy.
Jeden z największych dzwonów kościelnych został odlany przez odlewnię Petera Hilzera, był to dzwon „Maria” odlany w 1888 dla kościoła św. Maurycego w Ołomuńcu (waga 7020kg). Odlewnia Petera Hilzera  otrzymała wyróżnienia i medale za swoje wyroby, w tym najważniejsze:Złoty Krzyż Zasługi Cywilnej z Koroną, medal na Wiedeńskiej Wystawie Powszechnej w 1873, złoty medal na Wystawie Przemysłowej w Wiedniu 1880 r. Odlewnia Hilzera od 1838 roku wyprodukowała 4640 dzwonów, w tym 89 dzwonów znajdowało się w kościołach w Wiedniu.
Po śmierci Petera Ignatza w 1907 roku firmę przejął przemysłowiec Maximilian Samassa który kontynuował produkcję dzwonów pod swoją nazwą Max Samassa (Maximilian  Sammassa ur. 7.04.1862 w Lublanie, zm. 30.06.1945  w Wiedniu).

## Niektóre zachowane dzwony
- 1888 Dzwon Petera Hilzera „Ignacy, Józef”, Bazylika katedralna Narodzenia Najświętszej Maryi Panny w Tarnowie
- Dwa dzwony Petera Hilzera, Kościół Podwyższenia Krzyża Świętego w Rakszawie (1889)
- Dzwon „REGINA POLONIAE ORA PRO NOBIS", Bazylika Narodzenia Najświętszej Marii Panny i Sanktuarium Pana Jezusa w Więzieniu w Gorlicach (1904)
- Dzwon Petera Hilzera „św. Trójca”, Kościół św. Wawrzyńca w Warzycach (1905)
- Dzwon Petera Hilzera „św. Antoni”, Kościół św. Józefa w Wysokiej Strzyżowskiej (1904)
- Kościół parafialnym w Liesing (1865)
- Kaplica Trójcy Świętej w Haschendorfie (1869)
- Dzwon Ignaza Hilzera w kościele parafialnym w Rappottensteinie  (1872)
- Dzwon Ignaza Hilzera w kościele parafialnym Scheuchensteinie (1875)
- Dzwon Petera Hilzera  w kościele parafialnym w Kirchbach w Dolnej Austrii
- Dzwon Petera Hilzera przed szkołą leśną w Wiener Neustadt
- Dzwon Ignaza Hilzera, Katedra św. Jerzego w Wiener Neustadt